# کوریتاک (نورت کارولینا)
کوریتاک (به انگلیسی: Currituck) یک منطقهٔ مسکونی در ایالات متحده آمریکا است که در شهرستان کریتاک، کارولینای شمالی واقع شده‌است. کوریتاک ۵٫۶ کیلومتر مربع مساحت و ۷۱۶ نفر جمعیت دارد.